# Christoph Huber (General)
Christoph Huber (* September 1975) ist ein Brigadegeneral des Heeres der Bundeswehr. Er ist  Brigadekommandeur der Panzerbrigade 45 in Litauen.

## Leben
Huber stammt aus Baden-Württemberg und ist in Essingen (Ostalbkreis) aufgewachsen. Er legte sein Abitur am Theodor-Heuss-Gymnasium in Aalen ab. 1995 trat er beim Panzergrenadierbataillon 352 in Mellrichstadt in die Bundeswehr ein. Danach absolvierte Huber ein Studium der Staats- und Sozialwissenschaften an der Universität der Bundeswehr München in Neubiberg bei München und durchlief Verwendungen als Zugführer, Kompaniechef, Adjutant, Leiter der Generalstabsabteilung 3 (G3) einer Brigade, als Referent im Bundesministerium der Verteidigung (BMVg) und als Stabsoffizier im NATO-Hauptquartier in Brüssel, Belgien. Von 2016 bis 2019 war er Bataillonskommandeur des Panzergrenadierbataillons 122 in Oberviechtach und zuletzt bis September 2024 Referatsleiter des Zentralreferats der Abteilung Militärstrategie, Einsatz und Operationen (MEO Z) im BMVg in Berlin. Ab dem 23. September 2024 war Huber Führer Aufstellungsstab der Panzerbrigade 45 in Litauen und seit 1. April 2025 erster Kommandeur der Brigade.
Huber ist verheiratet und hat zwei Kinder. Privat interessiert er sich für die Geschichte des Römischen Reichs.

## Auslandseinsätze
- 2005: ISAF (Afghanistan)
- 2011: ISAF (Afghanistan)
- Januar bis August 2017: Kommandeur 1. Rotation der eFP-Battlegroup Lithuania  in Rukla, Litauen

## Auszeichnungen
- Orden für Verdienste um Litauen[1]